# Be Quick or Be Dead
A Be Quick or Be Dead az Iron Maiden brit heavy metal együttes 1992-es Fear of the Dark című albumának első kislemezes dala, mely a brit slágerlistán a 2. helyig jutott.

## Története
A Be Quick or Be Dead kislemez a Fear of the Dark album felvezetéseként jelent meg 1992. április 13-án, egy hónappal a nagylemez májusi kiadása előtt. A pörgős, tempós dal szövege azoktól az emberektől int óva, akik másokat kihasználva, megkárosítva, piszkos módszerekkel tesznek szert befolyásra és vagyonra. A kislemez borítóján Eddie a brit médiamágnás Robert Maxwellt kéri számon, akinek 1991 novemberi halála után derült ki, hogy jelentős összegeket sikkasztott el a dolgozók nyugdíjalapjából, hogy vállalatát megmentse a csődtől. A kislemez borítójának hátterét adó újságcikkek Maxwell mellett többek között Ivan Boesky bróker vagy a Brent Walker vállalat kétes ügyeit is felemlegetik. A dalhoz forgatott videóklipben a zenekar a hétköznapi embereket megszemélyesítve egy kikötői dokkban zenél. A klip másik szereplője egy fenyegetőnek ábrázolt öltönyös, nyakkendős üzletember.
A Be Quick or Be Dead négy hétig szerepelt a brit slágerlistán, és legjobb pozíciója a 2. hely volt. Egyedül a Right Said Fred Deeply Dippi című dalát nem sikerült maga mögé utasítania. A 7"-es kislemez B-oldalára az Iron Maiden saját blues rock stílusú dala, a Nodding Donkey Blues került fel. A 12"-es változatra és a CD-kiadásra feldolgozták a Montrose együttes 1973-as Space Station No. 5 című dalát. Egyes példányokon szerepel egy 8-perces rejtett szám is, amely az Iron Maiden menedzserén, Rod Smallwoodon élcelődő 1986-os Sheriff of Huddersfield folytatásának tekinthető. Az akusztikus gitározással kísért paródiában Smallwoodot Bruce Dickinson figurázza ki. A számnak a rajongók később a Bayswater Ain't a Bad Place to Be címet adták, de hivatalosan cím nélküli.
1992. június 3-án a Fear of the Dark album világkörüli lemezbemutató turnéjára való bemelegítésként a zenekar The Nodding Donkeys néven adott koncertet a Norwich-i Oval rockkocsmában. A Be Quick or Be Dead-et csak a Fear of the Dark album turnéján játszották, de a lemezbemutató turnét megörökítő mindkét 1993-ban kiadott koncertalbumon (A Real Live One, Live at Donington) szerepel a dal.

## Számlista
7" kislemez
1. Be Quick or Be Dead (Dickinson, Gers) – 3:22
2. Nodding Donkey Blues (Iron Maiden) – 3:17

12" kislemez, CD single
1. Be Quick or Be Dead (Dickinson, Gers) – 3:22
2. (rejtett szám) – 8:07
3. Nodding Donkey Blues (Iron Maiden) – 3:17
4. Space Station No. 5 (Ronny Montrose, Sammy Hagar; Montrose-feldolgozás) – 3:37

## Közreműködők
- Bruce Dickinson – ének
- Dave Murray – gitár
- Janick Gers – gitár
- Steve Harris – basszusgitár
- Nicko McBrain – dobok